# Colditz slott

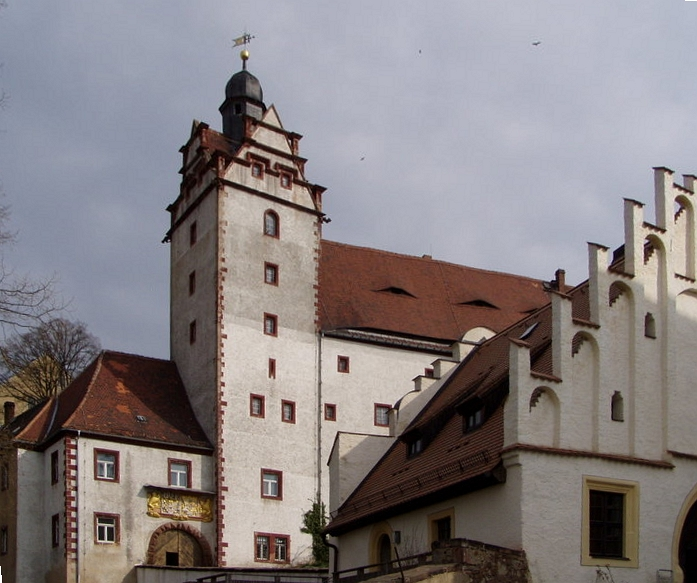
Colditz slott i Tyskland.

Colditz slott är ett slott beläget i staden Colditz, nära Leipzig, Dresden och Chemnitz i delstaten Sachsen i Tyskland. Slottets första delar började byggas år 1046.
Efter uppdrag av kurfurste Fredrik III av Sachsen omvandlades den befintliga bebyggelsen 1520 till det jaktslott som finns kvar. Inredningen och flera utsmyckande byggdelar skapades under ledning av Lucas Cranach den äldre. Sedan 1523 användes en inhägnad del av den tillhörande parken för djurhållning, bland annat dovhjort och fasaner. Kurfurstinna Sofia av Brandenburg flyttade till slottet efter att hon blev änka.
I över hundra år användes slottet som mentalsjukhus. Under såväl första som andra världskriget användes det som fångläger. Under andra världskriget inhystes där speciellt rymningsbenägna eller "tyskfientliga" krigsfångar från huvudsakligen Polen, England, Holland och Frankrike. Lägret befriades av amerikanerna i april 1945. Den mest kände är P.R. Reid (även kallad Mr. Colditz). Han har publicerat åtminstone ett par böcker i ämnet. Något känd är väl också den "benlöse" jaktpiloten Douglas Bader som sköts ner av tyskarna och togs tillfånga. Lägret hade beteckningen Oflag IV C - där Oflag står för officersläger. 
Cirka 30 fångar lyckades rymma från lägret.
Numera fungerar slottet delvis som hotell. 